# Jean Baptiste de Champaigne

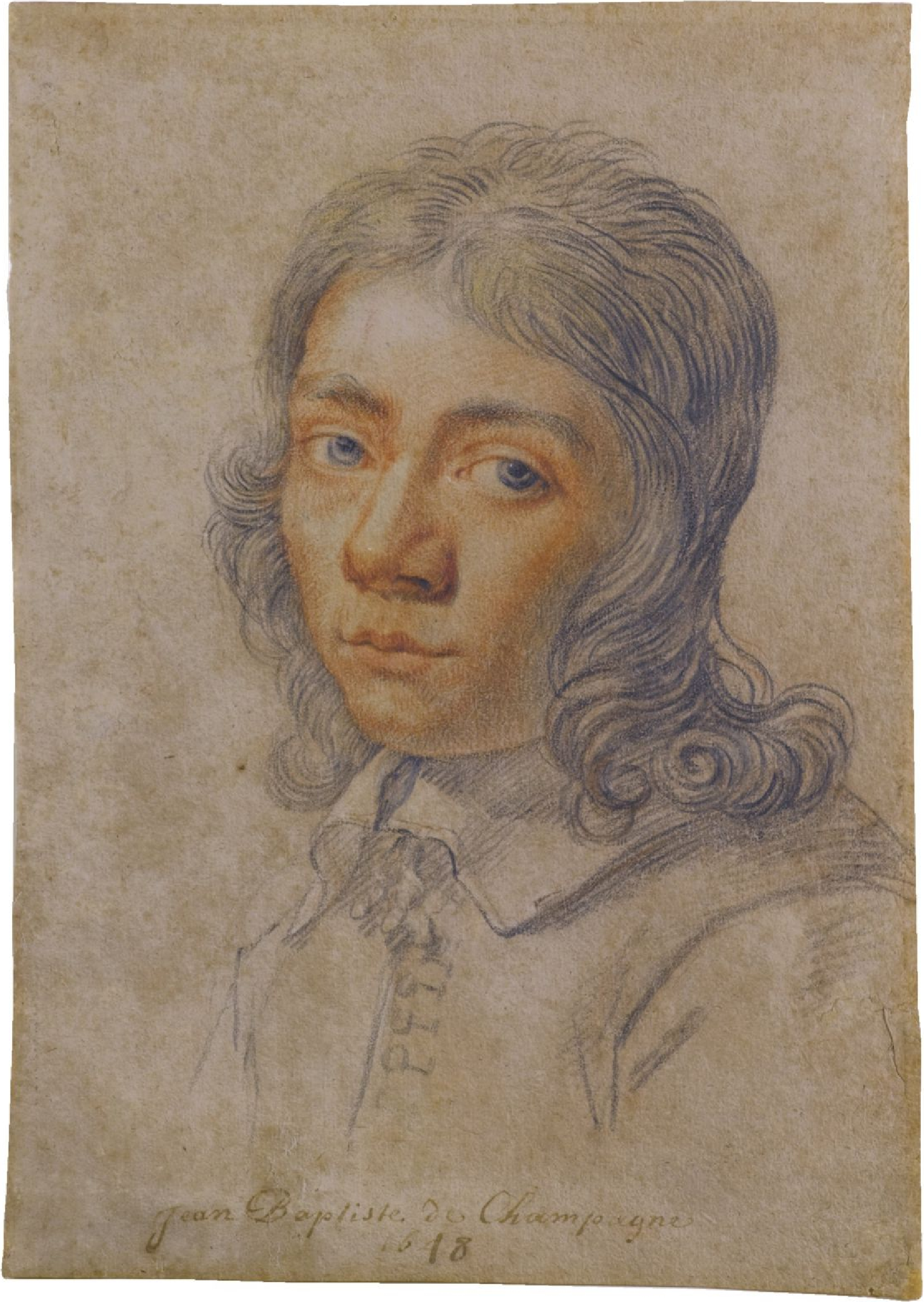
Zelfportret op 17-jarige leeftijd

Jean Baptiste de Champaigne (Brussel, gedoopt op 10 december 1631 – Parijs, 27 oktober 1681) was een Zuid-Nederlandse kunstschilder van portretten en historiestukken.
Hij was de zoon van Evrard de Champaigne, een schepen in Brussel, en werd opgeleid door zijn oom, de beroemde schilder Philippe de Champaigne. In 1670 trouwde hij met Geneviève Jean, maar zij overleed kort na hun huwelijk, waarna Jean Baptiste ongehuwd bleef.
Vanaf 1643 was hij actief in Parijs, waar hij zich onder begeleiding van zijn oom de schildertechniek eigen maakte. In 1658 ondernam hij een reis naar Italië, waar hij in Rome de werken van meesters als Rafaël en Titiaan bestudeerde. Vermoedelijk bezocht hij ook Venetië tijdens deze reis. Na zijn terugkeer in 1660 vestigde hij zich kort in Brussel en vervolgens van 1662 tot 1670 weer in Parijs. In 1663 werd hij lid van de prestigieuze Académie royale de peinture et de sculpture. In 1666 werkte hij samen met zijn oom aan de decoratie van de appartementen van de dauphin in het Palais des Tuileries. In 1670 bezocht hij Brussel opnieuw, waar hij lid werd van de Brusselse Sint-Lucasgilde. Na een kort verblijf keerde hij terug naar Parijs, waar hij tot zijn dood bleef. In 1671 werd hij daar benoemd tot docent aan de Académie. 
Zijn stijl vertoont invloeden van de werken van Rafaël en Titiaan. Hij was bevriend met Nicolas de Plattemontagne.

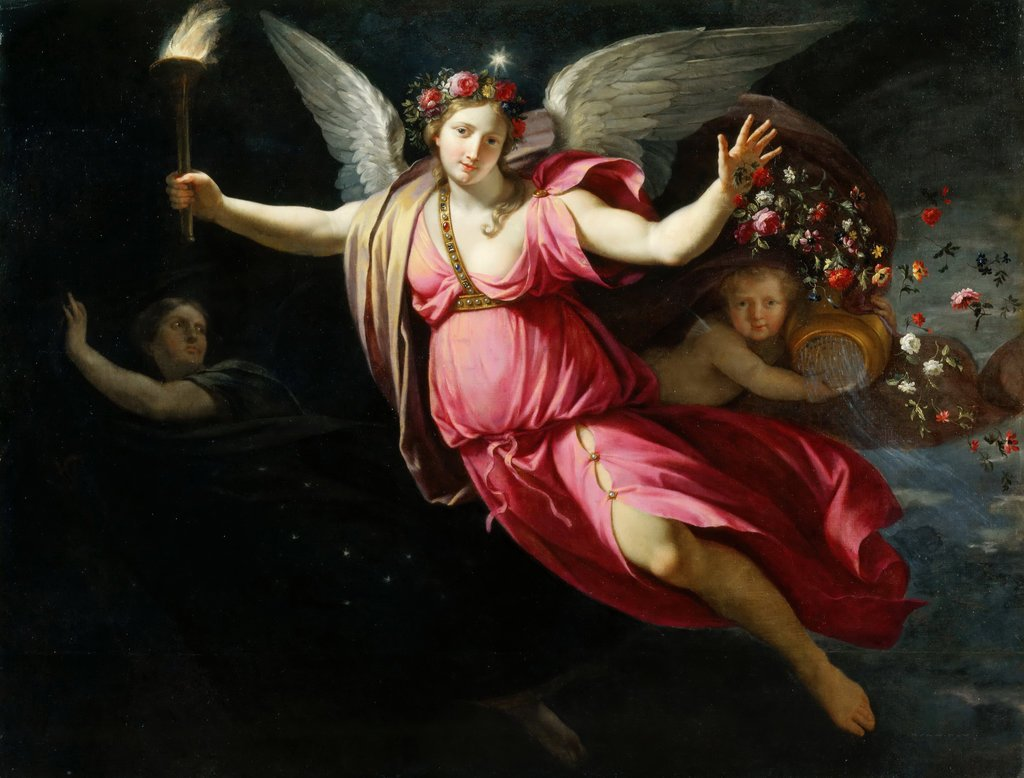
De Nacht en de Dageraad
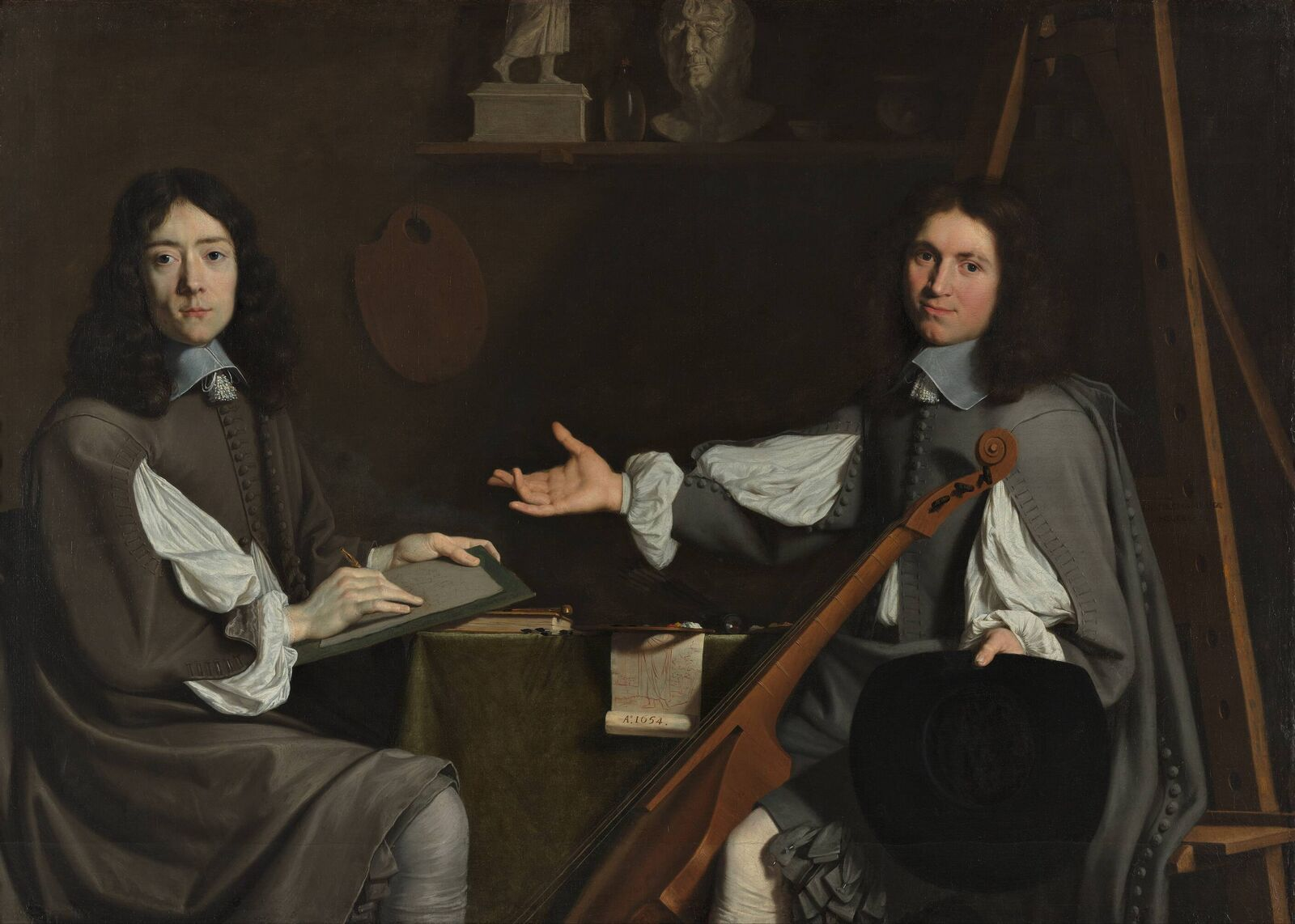
Jean Baptiste de Champaigne en Nicolas de Plattemontagne

- Biblioteca Nacional de España: XX5565791
- Bibliothèque nationale de France: cb13619707b (data)
- Biografisch Portaal: 42601473
- Gemeinsame Normdatei: 12312798X
- International Standard Name Identifier: 0000 0000 7357 4647
- Library of Congress Control Number: no93022800
- Nederlandse Thesaurus van Auteursnamen: 117997919
- RKD-Nederlands Instituut voor Kunstgeschiedenis: 16304
- Istituto Centrale per il Catalogo Unico: LO1V363284
- Système universitaire de documentation: 056605897
- Museum of New Zealand Te Papa Tongarewa: 32120
- Union List of Artist Names: 500032942
- Virtual International Authority File: 30436904
- WorldCat: E39PBJr7VCkMmJx7XHDTQK3mh3